# Кюндингер, Август
Август Вильгельм Кюндингер (в России Август Васильевич Кюндингер, нем. August Wilhelm Kündinger; 13 февраля 1827, Китцинген, Германия — 20 апреля 1895, Нюрнберг) — немецкий и российский скрипач и музыкальный педагог. Брат Рудольфа и Канута Кюндингеров.
Старший сын в семье церковного композитора Георга Вильгельма Кюндингера (1800—1867), городского кантора и капельмейстера в Нёрдлингене и Нюрнберге. Начав заниматься музыкой у своего отца, в 12 лет отправился в Мюнхен, где занимался скрипкой у Карла Теодора Хома (1805—1872) и гармонией у Каспара Этта. В 1842—1845 гг. учился в Венской консерватории у Йозефа Бёма (скрипка) и Готфрида фон Прейера (композиция). В дальнейшем также изучал философию в Йенском университете. Концертировал по Германии.
В 1851 г., годом позже после младшего брата Рудольфа и, возможно, при его содействии прибыл в Россию. Поступил скрипачом в Придворную капеллу, некоторое время был капельмейстером Итальянской оперы в Санкт-Петербурге. В это же время, по утверждению Р. Кюндингера, юный Петр Ильич Чайковский брал у Августа уроки по генерал-басу. Опубликовал ряд камерных сочинений, в том числе «Собрание фантазий на любимые русские песни» для скрипки, в 5 тетрадях.
Не позднее 1875 г. вышел в отставку и вернулся в Германию. Август Кюндингер и его жена Елизавета Карловна похоронены на нюрнбергском кладбище Санкт-Иоганнис.